# Ijeri, Jevargi
Ijeri là một làng thuộc tehsil Jevargi, huyện Gulbarga, bang Karnataka, Ấn Độ.